# Joaquim IV de Constantinopla
Joaquim IV de Constantinopla (em grego: Ιωακείμ Δ΄; 5 de julho de 1837 – 15 de fevereiro de 1887), nascido Nicolau Krousouloudis (em grego: Νικόλαος Κρουσουλούδης; romaniz.: Nikólaos Krousouloúdis), foi patriarca ecumênico de Constantinopla entre 1884 e 1887.

## História
Joaquim IV nasceu em 1830 na cidade de Kallimasia, na ilha de Quio, em 5 de julho de 1837. Através de sua mãe, Lemônia, era sobrinho do patriarca Joaquim II. Ainda muito jovem, sua família se mudou para Istambul. Depois que seu tio foi eleito bispo metropolitano de Cízico, Nicolau entrou para o Seminário de Halki e se formou em 1861. Quando foi ordenado diácono, Nicolau escolheu o nome religioso de Joaquim em homenagem a Joaquim II. Em seguida, Joaquim foi admitido no Santo Sínodo e, em 31 de julho de 1863, tornou-se primeiro secretário (em grego: αρχιγραμματέας).
Em 28 de novembro de 1870, Joaquim foi eleito bispo metropolitano de Lárissa, onde permaneceu até 8 de agosto de 1875, quando, durante o patriarcado de seu tio, foi transferido para a metrópole de Dervik. De lá, Joaquim foi várias para Monte Atos em missões para a Igreja, sediou comitês e fundações e, em 1880, lançou a pedra fundamental do Seminário Feminino Joaquino, em Quio, em nome de seu tio. Em 1883, Joaquim foi acometido de tuberculose e passou o inverno em Palermo, no Reino da Itália, e em fontes termais na Áustria-Hungria e na Bulgária. Durante sua estadia na Itália, Joaquim foi visitado pelo papa Leão II, um evento sem precedentes até então.
Finalmente, em 1 de outubro de 1884, Joaquim foi eleito patriarca e foi entronizado uma semana depois. Durante seu patriarcado, a autocefalia da Igreja Ortodoxa Romena, que havia se separado em 1864, foi reconhecida e as relações do Patriarcado Ecumênico de Constantinopla com as igrejas da Sérvia (separada em 1872) e da Romênia foram re-estabelecidas. Além disto, a Igreja de São Jorge, a igreja patriarcal em Istambul, foi restaurada. Porém, com a piora de sua tuberculose, Joaquim se viu forçado a renunciar em 4 de novembro de 1886. Em 5 de dezembro do mesmo ano ele partiu para Esmirna e dali para sua cidade-natal em Quio, onde morreu apenas dois meses depois, em 15 de fevereiro de 1887, com apenas 50 anos de idade. Joaquim IV foi sepultado atrás do Santuário da Metamorfose de Kallimassia, no local onde depois foi construído um magnífico monumento em sua homenagem.